# Липетово (озеро)
Липетово (Липятово) — озеро в Лядской волости Плюсского района Псковской области в бассейне реки Яня. Находится между озёрами Белое и Щучное.
Площадь — 0,12 км² (12,0 га). Максимальная глубина — 3,0 м, средняя глубина — 1,5 м.
Сток по ручью в реку Яня. На берегу озера населённых пунктов нет.
Тип озера плотвично-окуневый с лещом, где водятся рыбы: щука, плотва, окунь, лещ, вьюн, шиповка, карась, линь, красноперка, густера.
Для озера характерно: отлогие, низкие, частично заболоченные берега, на них лес. Дно в центре илистое, в прибрежье — песок, заиленный песок, ил; коряги, сплавины. Зимой отмечаются заморы.